# دوري كرة القدم النرويجي الدرجة الأولى 1988
دوري كرة القدم النرويجي الدرجة الأولى 1988 (بالنرويجية: 2. divisjon fotball for menn 1988)‏ هو الموسم 40 من الدوري النرويجي الدرجة الأولى. أشرف على تنظيمه اتحاد النرويج لكرة القدم، وكان عدد الأندية المشاركة فيه 24، وفاز فيه نادي فيكينغ.